# Кудайкулов, Мусабек
Мусабек Кудайкулов (каз. Мұсабек Құдайқұлов, 1891 год, Туркестанский край, Российская империя — дата и место смерти неизвестны) — колхозник, звеньевой колхоза «Бирлик-Истем», Герой Социалистического Труда (1948).

## Биография
Родился в 1891 году в Туркестанском крае (ныне — на территории Шуского района Жамбылской области, Казахстан).
В 1930 году вступил в колхоз «Бирлик-Истем» Шуского района Джамбулской области. Первоначально работал рядовым колхозником. В 1946 году был назначен звеньевым полеводческого звена.
В 1947 году полеводческое звено под руководством Мусабека Кудайкулова собрало по 31 центнера зерновых с засеянного участка. За этот доблестный труд был удостоен в 1948 году звания Героя Социалистического Труда.

## Награды
- Герой Социалистического Труда (1948);
- Орден Ленина (1948).